# Méaulle
Pour les articles homonymes, voir Méaulle (homonymie).
Méaulle ou Hebdos 1 est un ancien groupe de presse français, basé à Bernay (Eure).
Il est dirigé par Bernard Méaulle depuis le milieu des années 1960 en collaboration avec son frère Philippe Méaulle (décédé en 1990). 
Le groupe édite 19 hebdomadaires ou bihebdomadaires pour un total de 105 000 exemplaires et plusieurs journaux gratuits.

## Historique
Le groupe Méaulle est fondé à la fin du XIXe siècle, par Henri Méaulle dirigeant du bi-hebdomadaire L’Avenir de Bernay, créé en 1872 à la suite de la feuille Journal judiciaire de l’arrondissement de Bernay fondé en 1839 et interdit par arrêté gouvernemental. Le titre devient le plus lu de l'arrondissement de Bernay.
Son fils, Maurice, lui succède en 1932. Pour avoir été publié sous l'Occupation, L’Avenir de Bernay est interdit et cesse sa parution 11 août 1944.
Rebaptisé L’Éveil de Bernay, il paraît sous une formule hebdomadaire. Progressivement, les deux fils de Maurice Méaulle, Bernard et Philippe, prennent la tête de l'entreprise.
Le journal adopte l'offset en 1967 et se dote d'une nouvelle imprimerie en 1970 ouverte à d'autres titres. Cette modernisation de l'outil permet de lancer de nouvelles éditions en parallèle du rachat de plusieurs journaux jusque dans les années 1980. Face à l'offensive de Robert Hersant qui souhaite s'implanter en Normandie, et notamment dans l'Orne, la famille Méaulle apparaît aux familles propriétaires de titres de journaux comme la garantie de conserver identité et indépendance. 
En 1999, le groupe édite 17 hebdomadaires régionaux d’information (diffusion moyenne totale d’environ 164 000 exemplaires) sur six départements : Eure, Seine-Maritime, Calvados, Orne, Somme et Yvelines.

## Le groupe
Le groupe Méaulle emploie 550 salariés et 795 intermittents, a réalisé en 2000 un chiffre d'affaires de 267 millions de francs (41 millions d'euros). Il s'articule autour de son pôle d'impression de Bernay, dont le fonctionnement s'apparente à celui des rotatives d'un quotidien, avec la sortie d'un ou plusieurs titres par jour.
Le groupe Méaulle est racheté par le groupe Ouest-France en 2001.

## Titres du groupe
- Les Informations dieppoises, (20 000 exemplaires, acquis en 2000),
- L'Éveil normand, de Bernay (18 000 exemplaires),
- Le Réveil, de Neufchâtel-en-Bray (15 000 exemplaires),
- L'Impartial, des Andelys (14 000 exemplaires),
- L'Éveil de Lisieux, créé en septembre 1969,
- L'Éveil Côte normande, Honfleur, créé en mars 1975,
- L'Orne Hebdo,
- Le Réveil normand,
- Le Journal de l'Orne.

Au travers de sa régie locale Servipresse, le groupe éditait plusieurs journaux gratuits dont :
- 8 jours, gratuit alliant annonces et programme télé ;
- Notinfo, mensuel gratuit d’information notariale ;
- L’événement immobilier.